# Vebjørn Rodal
Vebjørn Rodal (né le 16 septembre 1972 à Berkåk dans le comté de Sør-Trøndelag) est un athlète norvégien spécialiste du 800 mètres.

## Carrière
Il fait ses débuts sur la scène internationale à l'occasion des Jeux olympiques de 1992 où il quitte la compétition dès les demi-finales. Il se classe deuxième des Championnats d'Europe de 1994, derrière l'italien Andrea Benvenuti, et signe lors de cette saison l'une des meilleures performances mondiales de l'année sur 800 m lors du meeting de Zurich en 1 min 43 s 50. Il confirme son rang en 1995 en s'adjugeant la médaille de bronze des Championnats du monde de Göteborg où il s'incline en 1 min 45 s 68 face au Danois Wilson Kipketer et au Burundais Arthémon Hatungimana.
Le Norvégien figure parmi les favoris des Jeux olympiques d'Atlanta, en 1996, en l'absence notable  de Wilson Kipketer, non autorisé par le Kenya à concourir sous les couleurs du Danemark. Vebjørn Rodal, troisième de sa demi-finale, est l'un des deux repêchés au temps, mais s'impose en finale devant le Sud-africain Hezekiél Sepeng en 1 min 42 s 58 (record olympique), améliorant de près d'une seconde son record personnel sur la distance. Il devient à cette occasion le premier athlète norvégien à remporter un titre olympique en athlétisme depuis Egil Danielsen, lauréat du lancer du javelot aux Jeux olympiques de 1956. Cette performance lui vaut d'être élu sportif norvégien de l'année.
Cinquième des Championnats du monde de 1997, il obtient un nouveau podium international en 1998 en prenant la troisième place des Championnats d'Europe en salle de Valence. Il se qualifie pour les Jeux olympiques de Sydney, en 2000, mais ne parvient pas à se hisser en finale (7e de sa demi-finale).
Il est le porte-drapeau de la délégation norvégienne lors de la cérémonie d'ouverture des Jeux olympiques de 2000.
Vebjørn Rodal met un terme à sa carrière d'athlète à l'issue de la saison 2003.

### Palmarès
| Date | Compétition                    | Lieu     | Résultat | Temps         |
| ---- | ------------------------------ | -------- | -------- | ------------- |
| 1994 | Championnats d'Europe          | Helsinki | 2e       | 1 min 46 s 53 |
| 1995 | Championnats du monde          | Göteborg | 3e       | 1 min 45 s 68 |
| 1996 | Jeux olympiques                | Atlanta  | 1er      | 1 min 42 s 58 |
| 1997 | Championnats du monde          | Athènes  | 5e       | 1 min 44 s 53 |
| 1998 | Championnats d'Europe en salle | Valence  | 3e       | 1 min 47 s 40 |

### Records
| Épreuve       | Performance   | Lieu       | Date            |
| ------------- | ------------- | ---------- | --------------- |
| 800 m         | 1 min 42 s 58 | Atlanta    | 31 juillet 1996 |
| 800 m (salle) | 1 min 46 s 28 | Birmingham | 23 février 1997 |